# Mejor no hablar de ciertas cosas (canción)
«Mejor no hablar de ciertas cosas» es una canción y sencillo del grupo musical argentino de post-punk, Sumo. Es la segunda canción que forma parte de su primer álbum de estudio, titulado Divididos por la felicidad, editado por el sello discográfico CBS Records en 1985.

## Historia
La letra fue compuesta originalmente por Indio Solari en 1983. Según cuenta el saxofonista de Sumo, Roberto Pettinato, la historia de esta canción se remonta al año 1983, cuando los Redonditos de Ricota invitaron a Luca Prodan y Roberto Pettinato a tocar como invitados en un recital de ellos en el estadio del club Gimnasia y Esgrima de Buenos Aires. Prodan cantó todo el recital en reemplazo de Solari y le llamó poderosamente la atención esta canción, muy lenta, que la banda tocaba en las pruebas de sonido de forma casi improvisada. Al volver a su sala de ensayos Prodan se la tararea a Arnedo y le pide que acelere el ritmo de bajo para acercarla al sonido característico de Sumo. Fue grabado en un demo del grupo musical, titulado Corpiños en la madrugada en formato acústico en 1983 y posteriormente en su primer álbum de estudio, Divididos por la felicidad.